# 哈里·波特 (田径运动员)
哈里·波特（英語：Harry Porter，1882年8月31日—1965年6月27日），美国男子田径运动员。他曾代表美国参加1908年夏季奥林匹克运动会田径比赛，获得男子跳高金牌。他的个人最好成绩是1.93米。